# Oberstes Verwaltungsgericht (Polen)
Das Oberste Verwaltungsgericht (polnisch Naczelny Sąd Administracyjny) ist in der Republik Polen die höchste Instanz in Verwaltungssachen. Neben dem Instanzenzug der Verwaltungsgerichtsbarkeit steht der Verfassungsgerichtshof, der grundsätzlich nur die Verletzung von Verfassungsrecht prüft.

## Geschichte
Das Oberste Verwaltungsgericht knüpfte an den Höchsten Verwaltungsgerichtshof an, der von 1921 bis 1952 bestand, jedoch seit 1939 nicht mehr tagte. Nach dem deutschen Überfall auf Polen stellte der Höchste Verwaltungsgerichtshof seine Arbeit ein und nahm sie nach 1945 nicht wieder auf. 1952 wurde er aufgelöst.
1980 wurde das Oberste Verwaltungsgericht gegründet. Seine Kompetenzen wurden 1995 und 2002 neu geregelt.

## Rechtsgrundlage
Rechtsgrundlage der Zuständigkeit und Tätigkeit des Obersten Gerichts ist die polnische Verfassung, die Gesetze über das Oberste Verwaltungsgericht von 2002.

## Richter
Der Staatspräsident von Polen ernennt die Richter des Obersten Verwaltungsgerichts auf Antrag des Staatlichen Gerichtsrates. Wie alle Richter in Polen genießen die Richter des Obersten Gerichts strafrechtliche Immunität. 

## Organe
Zu den Organen des Gerichts zählen der Erste Gerichtspräsident, die Gerichtspräsidenten der einzelnen Kammern, die Generalversammlung der Richter des Obersten Gerichts und das Kollegium.

### Erster Gerichtspräsident
Der Erste Gerichtspräsident wird vom Staatspräsidenten unter zwei Richtern des Obersten Gerichts ausgewählt, die intern von der Generalversammlung des Obersten Verwaltungsgericht als Kandidaten benannt werden. Seine Amtszeit beträgt sechs Jahre. Gegenwärtiger Präsident ist Marek Zirk-Sadowski.
Die Liste stellt die Gerichtspräsidenten seit 1980 dar, wobei kommissarisch tätige Amtsinhaber kursiv dargestellt sind:
| LNr. | Name                | Amtszeit    |
| ---- | ------------------- | ----------- |
| 1.   | Sylwester Zawadzki  | 1980 – 1981 |
| 2.   | Adam Zieliński      | 1982 – 1992 |
| 3.   | Roman Hauser        | 1992 – 2004 |
| 4.   | Janusz Trzciński    | 2004 – 2010 |
| 5.   | Roman Hauser        | 2010 – 2015 |
| 6.   | Marek Zirk-Sadowski | seit 2016   |

### Kammern
Beim Obersten Gericht gibt es Kammern für Finanzsachen, für Wirtschaftssachen sowie für allgemeine Verwaltungssachen.

## Gebäude
Das Gericht befindet sich in einem postmodernen Gebäude östlich des Kulturpalastes.

## Budget
Das Budget des Obersten Verwaltungsgerichts wird im Jahreshaushalt festgelegt. 2019 betrugen die Ausgaben ca. 525 Mio. PLN und die Einnahmen ca. 55 Mio. PLN.